# Patricia Mayr-Achleitner
Patricia Mayr-Achleitner (født 8. november 1986 i Rum, Østrig) er en tidligere professionel tennisspiller fra Østrig.
Patricia Mayr-Achleitner højeste rangering på WTA's singlerangliste var som nummer 70, hvilket hun opnåede 4. maj 2009. I double er den bedste placering nummer 165, hvilket blev opnået 14. september 2009. 